# ARM Cortex-R

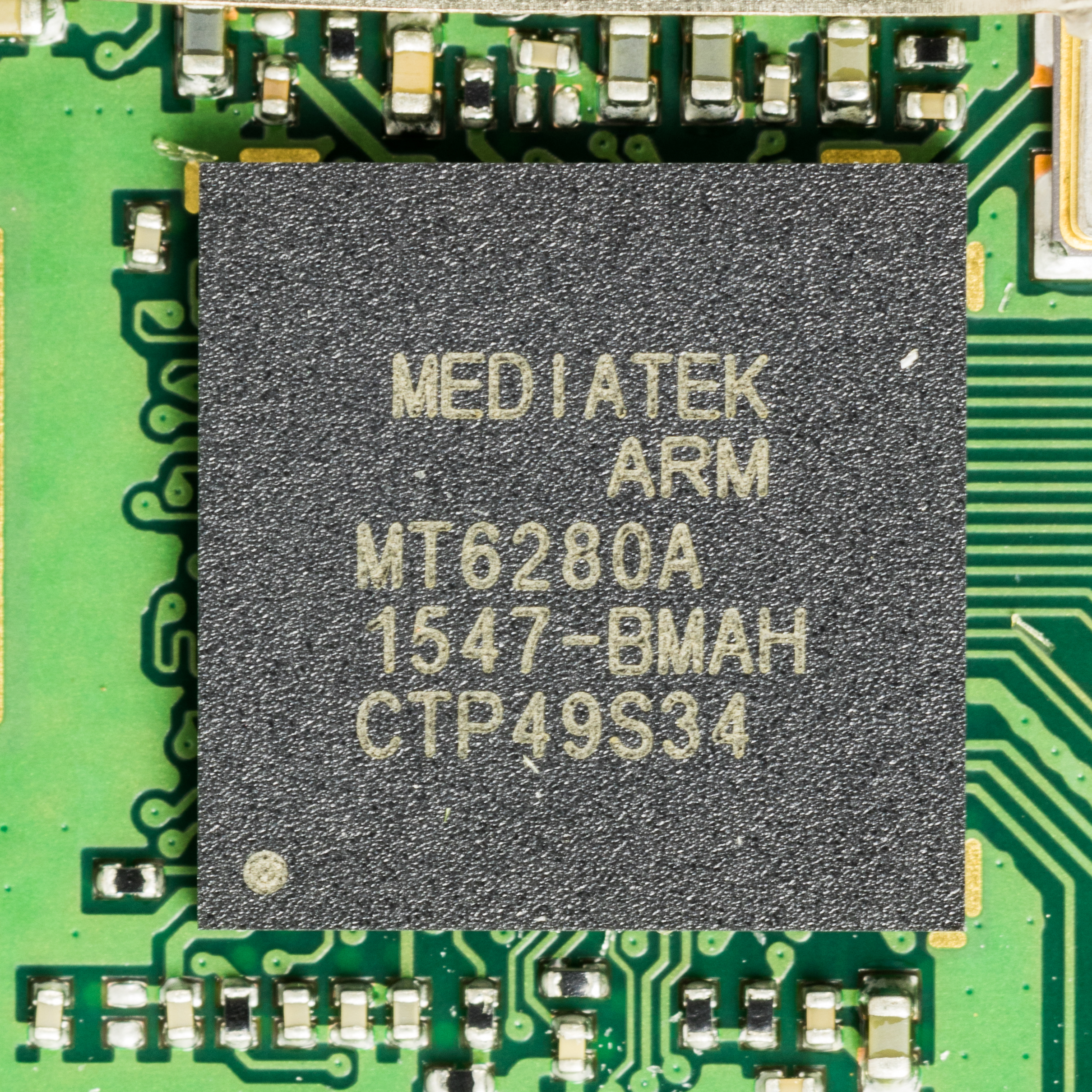
Mediatek MT6280A ARM Cortex-R4

A ARM Cortex-R é um grupo de processadores RISC ARM de núcleo de 32 bits licenciados pela ARM Limited. Os núcleos são destinados ao uso intenso em tempo real e são categorizados em Cortex-R4, Cortex-R5, R7-Cortex.

## Licença ARM
O ARM Limited não fabrica nem vender dispositivos de CPU de seus próprios projetos, mas em vez disso, licencia a arquitetura do processador para as partes interessadas. ARM oferece uma variedade de termos de licenciamento, que variam em custo e entregas. Para todos os licenciados, ARM fornece uma descrição do hardware do núcleo ARM, assim como um conjunto de ferramentas de desenvolvimento de software, bem como o direito de vender o chip contendo a CPU ARM.

## Personalização do Silício
Fabricantes de dispositivos integrados (IDM) recebem a propriedade intelectual do processador ARM como RTL synthesizable (escrito em Verilog). Nesta forma, eles têm a capacidade de realizar otimizações de nível de arquitetura e extensões. Isso permite que o fabricante possa atingir as metas de design personalizado como: maior velocidade de clock, menor consumo de energia, extensões do conjunto de instruções, otimizações de tamanho, depuração apoio, etc. Para determinar quais componentes foram incluídos em um chip ARM IC, consulte o fabricante folha de dados e documentação relacionada.

## Os conjuntos de instruções
Os núcleos Cortex-R4 / R5 / R7 implementam a arquitetura ARMv7-R. Enquanto que o núcleo Cortex-R52 implementa a arquitetura ARMv8-R.

## Ferramentas de desenvolvimento
Texas Instruments Hercules Development Kit, instrumentos da Texas Hercules Launchpad.

## Documentação
A quantidade de documentação para todos os chips ARM é difícil, especialmente para os recém-chegados. A documentação para microcontroladores de décadas passadas seria facilmente incluído em um único documento, mas como chips têm evoluído assim como a documentação crescido. A documentação total é especialmente difícil de entender para todos os chips ARM, uma vez que consiste em documentos do fabricante e documentos do fornecedor núcleo do processador (ARM Holdings).